# Camí Neocatecumenal
El Camí Neocatecumenal és un itinerari d'iniciació cristiana que pertany a l'Església Catòlica, nascut a Madrid l'any 1964 i iniciat pel pintor espanyol Francisco Argüello, més conegut com a Kiko Argüello, i la llicenciada Carmen Hernández. Més tard es va unir a ells el sacerdot Mario Pezzi. L'Església Catòlica el reconeix com "Un itinerari de formació catòlica vàlid per a la societat i els temps moderns" que cerca el redescobriment del baptisme. Avui està present en 105 nacions, incloent-hi algunes tradicionalment no cristianes com ara la Xina, Egipte, Corea del Sud i el Japó.
El Camí Neocatecumenal s'organitza en comunitats instruïdes per un equip de catequistes que designen com a encarregats a un equip de responsables electes de la mateixa comunitat. Les comunitats s'incardinen a una parròquia eclesiàstica i les parròquies s'agrupen en regions que solen coincidir amb una diòcesi, sota la responsabilitat d'un altre equip de responsables que està sota l'autoritat del bisbe. Els equips de responsables diocesans s'agrupen estatalment i depenen de l'Equip Responsable Internacional del Camí.
Cada comunitat s'autofinança econòmicament segons les possibilitats dels seus integrants. Periòdicament es passa una "bossa" per a cobrir les diverses despeses: serveis parroquials (aigua, llum, sagraments), despeses de la comunitat (vi i pa per a consagrar, articles per a les celebracions), evangelització (seminaris Redemptoris Mater, enviament de famílies en missió), etcètera, sense tenir mai un caràcter obligatori.

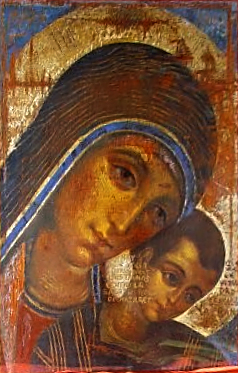
Maria del Camino, icona del Camí Neocatecumenal

## Història

### El començament

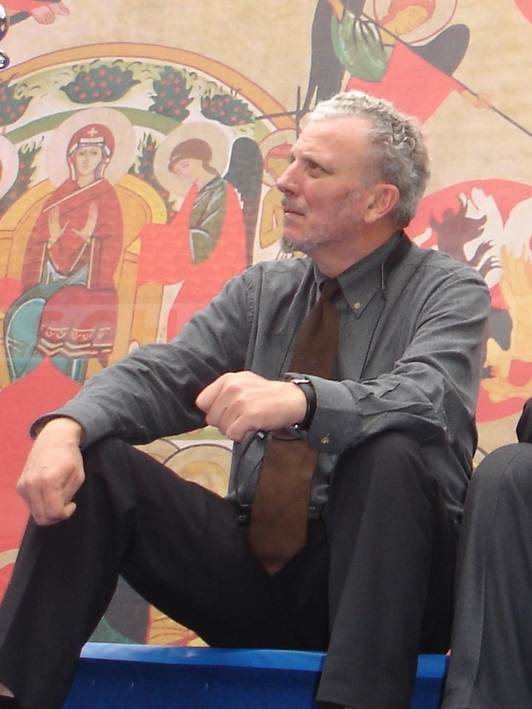
Kiko Argüello, fundador de l'organització

A principis del 1964 i després d'una crisi existencial, Kiko Argüello va descobrir una altra forma de veure la Passió de Jesucrist en el patiment dels innocents. Aquesta experiència el portà a deixar-ho tot i, continuant l'exemple de Charles de Foucauld, se n'anà a viure entre els pobres de les barraques de Palomeras Altas, als afores de Madrid. Va ser en aquell lloc on va conèixer Carmen Hernández, llicenciada en Química i en Teologia, que havia estat en contacte amb la renovació del Concili Vaticà II, i van iniciar la seua tasca evangelitzadora entre les "chabolas".
Aquesta síntesi carismàtica teològico-catequètica va ser ben rebuda per part dels pobres. L'Església va reconèixer la vàlua d'aquesta evangelització mitjançant la visita del llavors arquebisbe de Madrid, Mons. Casimiro Morcillo, que va encarregar als iniciadors del Camí, Kiko i Carmen, estendre'l per les parròquies de Madrid. Va posar com a condició que el rector de la parròquia estigués al centre de la tasca evangelitzadora i va aprovar ad experimentum les novetats litúrgiques necessàries per a la iniciació cristiana en el si del Camí.
El Camí es va estructurar en un triple eix: Paraula, Litúrgia i Comunitat.
D'aquesta manera el Camí va ser portat a les parròquies. La primera va ser una parròquia de classe mitjana-alta. Més tard van ser convidats a anar a una parròquia rural de Zamora, en un barri d'agricultors, de gent molt religiosa. De tornada cap a Madrid, van fer altres dues experiències a la parròquia "Pío XII" - de classe alta - i a Canillejas, a la perifèria dels nous barris dormitori, per a continuar després a altres parròquies.
Davant del desafiament amb el qual es trobava aquesta síntesi teològico-catequètica portada pel grup de les barraques de Madrid, a poc a poc va aparèixer, la renovació del Baptisme, com a camí fonamental per a arribar a una fe adulta què puga donar resposta al canvi d'època. Així, aleshores, a les parròquies, molta gent que sovintejava els sagraments estava insuficientment catequitzada i ignorava els continguts del Baptisme. Obrint un camí d'iniciació cristiana de tipologia catecumenal post baptismal, aquestes persones trobaven la possibilitat de recórrer les etapes del Baptisme que havien rebut de xicotets, naixent així a una vida nova.

### Reconeixement del Camí Neocatecumenal
El 24 de gener del 1997, en l'audiència concedida als iniciadors del Camí Neocatecumenal i als itinerants, el papa Joan Pau II va animar a dur endavant la tasca de redacció d'un "Estatut del Camí". Aquests estatuts van ser aprovats per Sa Santedat Joan Pau II el 29.VI.2002, però només per a un període de cinc anys i en condicions ad experimentum.

## Dades sobre el Camí Neocatecumenal fins a 2001
Fins al 2001, hi era present a unes 5.000 parròquies de 880 diòcesis, amb més de 30.000 comunitats, de les quals unes 18.000 a Europa, 7.300 a Amèrica (més de 500 als Estats Units d'Amèrica), 800 a Àsia i 600 a l'Àfrica. Essent Espanya, Malta (més de 100 comunitats en una illa de 400.000 persones) i Itàlia, els estats amb més comunitats i amb les de major antiguitat. Forma prop de 2.000 preveres en els 62 seminaris missioners «Redemptoris Mater» que El Camí Neocatecumenal ha ajudat a obrir en diverses parts del planeta, dels quals 32 ja han estat erigits canònicament. Actualment hi ha més de 100 seminaris. Es distribueixen de la següent manera: 20 a Europa, 14 a Amèrica, 6 a Àsia, 1 a l'Orient Mitjà, 3 a Àfrica i 2 a Austràlia. Des de 1989 fins al 2001 han estat ordenats 731 preveres formats en aquests seminaris «Redemptoris Mater».

### Estadística del Camí en Europa
| País                                              | Comunitats |
| ------------------------------------------------- | ---------- |
| Albània                                           | 22         |
| Andorra                                           | 20         |
| Àustria                                           | 38         |
| Belarús                                           | 11         |
| Bèlgica                                           | 20         |
| Bulgària                                          | 10         |
| Croàcia                                           | 250        |
| Xipre                                             | 5          |
| República Txeca                                   | 40         |
| Regne Unit                                        | 35         |
| Estònia                                           | 5          |
| França                                            | 60         |
| Geòrgia                                           | 6          |
| Alemanya                                          | 50         |
| Grècia                                            | 6          |
| Hongria                                           | 40         |
| Irlanda                                           | 25         |
| Itàlia                                            | 10.000     |
| Letònia                                           | 9          |
| Lituània                                          | 20         |
| Luxemburg                                         | 1          |
| Malta                                             | 100        |
| Països Baixos                                     | 40         |
| Polònia                                           | 1.000      |
| Portugal                                          | 300        |
| Romania                                           | 50         |
| Rússia                                            | 5          |
| Sèrbia, Bòsnia i Hercegovina i Macedònia del Nord | 30         |
| Eslovàquia                                        | 65         |
| Eslovènia                                         | 40         |
| Suïssa                                            | 35         |
| Espanya                                           | 7.000      |
| Escandinàvia                                      | 10         |
| Turquia                                           | 8          |
| Ucraïna                                           | 45         |

## Característiques dels Seminaris "Redemptoris Mater"

### Diocesans
Són erigits pels Bisbes diocesans d'acord amb l'Equip Responsable internacional del Camí Neocatecumenal, i es regeixen per les normes vigents per a la formació i la incardinació dels clergues diocesans.

### Missioners
Els preveres formats estan disponibles per a ser enviats pel Bisbe diocesà a qualsevol part del món.

### Internacionals
Els seminaristes provenen de països i continents diversos, siga com a signe concret de la missionarietat, o com a signe de disponibilitat a ser enviats a qualsevol part.

### Relacionats amb El Camí Neocatecumenal
Camí que prepara i suscita les vocacions en molts joves abans de l'ingrés en el Seminari, que els acompanya en el temps de formació, i ordenats Preveres, continua sostenint en la seua formació permanent.

## Metodologia del Camí

### Neocatecumenat
Etimològicament neocatecumenat significa nou camí cap al baptisme (Neo – Gr. nou; catecumenat: temps en què es rep una formació preparatòria al baptisme), Comença amb unes catequesis inicials de duració pròxima als dos mesos, després de les quals s'arriba a la constitució d'una comunitat neocatecumenal de prop de 40-50 persones (Encara que en diverses ocasions el número pot ser menor, 20 o 15). Després d'açò comença el verdader Camí, dividit en tres grans fases, la primera de les quals, crida precatecumenat, dura al voltant de 4 anys. El camí pot durar per a tota una vida, perquè no es parla mai sobre una eventual dissolució de la Comunitat Neocatecumenal, una vegada complida la seua finalitat segons els seus dirigents o perquè la comunitat o part d'ella segons els seus dirigents no compleix amb els requisits per a fer el pas següent i fa falta tornar a començar.

### Iniciació
Bàsicament per a poder ser part d'una comunitat es necessita escoltar una sèrie de catequesi de mes i mig, i que acaben amb una convivència de prop de dos dies, el centre de la qual és l'exposició de la Història de la Salvació i el Sermó de la Muntanya (de l'Evangeli de sant Mateu capítols 5 al 7): L'anunci de cridat Kerigma i els elements del qual són:
- La Celebració de la Paraula de Déu.
- La Litúrgia Eucarística.
- La Comunitat (la convivència entre els germans).

### Etapes del Camí Neocatecumenal
En ser un itinerari de formació, El Camí es divideix en tres etapes i aquestes en passos que difereixen en finalitat i duració, i les quals són:
La primera etapa: el Precatecumenat (temps de "kénosis" per a aprendre a caminar en la humilitat; dos anys aproximadament)
1. Primer escrutini de pas al catecumenat post baptismal […] reben el signe de la creu gloriosa de Crist, que il·lumina la funció salvífica que té la creu en la vida de cada u.
2. Segon escrutini de pas al catecumenat postbaptismal (Renovació davant de l'Església de les renúncies al dimoni)
Els escrutinis ajuden als neocatecúmens en el seu camí de conversió, respectant la consciència i el fur intern, segons la normativa canònica, l'OICA i el Directori catequètic del Camí Neocatecumenal.
La segona etapa: el Catecumenat post baptismal
La segona fase del Neocatecumenado és el catecumenat post bautismal, que és un temps de combat espiritual per a adquirir la simplicitat interior de l'home nou que ama a Déu com a únic Senyor, amb tot el cor, amb tota la ment, amb totes les forces i al proïsme com a si mateix. Sostinguts per la Paraula de Déu, per l'Eucaristia i per la comunitat, els neocatecúmens s'ensinistren en la lluita contra les temptacions del dimoni[…] L'Església ve en ajuda dels neocatecúmens entregant-los les armes necessàries, en tres etapes:
1. «El combat espiritual de la vida nova del cristià és inseparable del combat de l'oració» que porta a la intimitat amb Déu. L'Església realitza una primera iniciació dels neocatecúmens a l'oració litúrgica i personal, inclús nocturna, que culmina amb les catequesis dels Evangelis sobre l'oració i amb la celebració de l'entrega del llibre de la Litúrgia de les Hores. Des de llavors comencen el dia amb l'oració individual dels Laudes i de l'Ofici de les Lectures i aprenen a fer un temps d'oració silenciosa i l'oració del cor. […] Els neocatecúmens, escrutant els salms en xicotets grups, són iniciats a la pràctica assídua de la "lectio divina" o "scrutatio scripturæ", «en la que la Paraula de Déu és llegida i meditada per a transformar-se en oració». En efecte, «la ignorància de les Escriptures és ignorància de Crist».
2. L'Església entrega als neocatecúmens el credo ("Traditio Symboli"), «compendi de l'Escriptura i de la fe», i els envia a predicar-ho, de dos en dos, per les cases de la parròquia. Estudien i celebren article per article el Símbol apostòlic i ho restitueixen a l'Església ("Redditio Symboli"), confessant la seua fe i proclamant el credo solemnement davant dels fidels, durant la Quaresma.
3. L'Església realitza una segona iniciació dels neocatecúmens a l'oració litúrgica i contemplativa, que culmina amb les catequesis sobre l'oració del Senyor i amb la celebració de l'entrega del "parenostre", «síntesi de tot l'Evangeli». Des de llavors, en les fires d'Advent i Quaresma, comencen a celebrar comunitàriament en la parròquia, abans d'anar al treball, els Laudes i l'Ofici de Lectures, amb un temps d'oració contemplativa. Els neocatecúmens són iniciats a fer-se xicotets i a viure abandonats filialment a la paternitat de Déu, protegits per la maternitat de Maria i de l'Església, i en la fidelitat al Successor de Pedro (El papa) i al Bisbe. Amb aquesta fi, abans de l'entrega del "parenostre", els neocatecúmens fan un pelegrinatge a un santuari marià per a acollir la Mare de Déu com a mare, professen la fe a la tomba de S. Pedro i fan un acte d'adhesió al Sant Pare. En aquesta etapa els neocatecúmens estudien sistemàticament cada una de les peticions del "parenostre" i temes sobre la Mare de Déu: Mare de l'Església, Nova Eva, Arca de l'aliança, Imatge del cristià, etc.
La tercera etapa: Elecció
1. La tercera fase del Neocatecumen és el redescobriment de l'elecció, «eix de tot el catecumenat». És un temps d'il·luminació en què l'Església ensenya als neocatecúmens a caminar en l'alabança, «inundats per la llum de la fe», és a dir a discernir i complir la voluntat de Déu en la història per a fer de la mateixa vida litúrgia de santedat. Estudien i celebren els diversos passatges del Sermó de la Muntanya.
2. Després d'haver mostrat amb les obres que en ells s'està realitzant, encara que en la debilitat, l'home nou descrit en el Sermó de la Muntanya, que, seguint les empremtes de Jesucrist, no resistix al mal i ama a l'enemic, els neocatecúmens renoven solemnement les promeses baptismals en la Vigília Pascual, presidida pel Bisbe. En aquesta litúrgia vesteixen les túniques blanques en record del seu baptisme.
3. Després, durant la cinquantena pasqual, celebren cada dia l'eucaristia solemnement i fan un pelegrinatge a Terra Santa com a signe de les bodes amb el Senyor, recorrent els llocs en què Crist ha realitzat quan han viscut durant tot l'itinerari neocatecumenal.
4. Després de l'elecció conclou el neocatecumenat post bautismal.
(Text extret dels Estatuts del Camí Neocatecumenal)

## Música
Cada any, durant les convivències anuals són ensenyades a les comunitats un o dos cantells nous, compostos per Argüello. Alguns són cites bíbliques, altres són de l'autoria del pintor i altres més són oracions quotidianes (parenostre, credo, Ave Maria), populars (nadales) o de la litúrgia (pregàries eucarístiques), etc.
Tots els cantells es recopilen en el cridat Llibre de Cantells del Camí Neocatecumenal o "VA RESSUSCITAR"; conté els acords per a guitarra de cada un dels cantells (encara que poden ser acompanyats per altres instruments com el violí, la flauta, les maraques, etc.) El llibre està seccionat segons les etapes del Camí, perquè cada cant té la seua catequesi i el seu significat.

## Pintura (iconografia)
La pintura és una de les característiques singulars. El seu autor és el mateix iniciador Kiko Argüello, ja que ha estudiat en reconegudes escoles d'art d'Espanya. Un costum arrelat en les famílies neocatecumenals és tindre reproduccions de les pintures o dibuixos de Kiko Argüello. Una de les pintures més difoses i que es pot trobar en quasi tots els llocs on hi ha comunitats neocatecumenals és "La Mare de Déu del camí", quadro pintat per Argüello a principis de 1970.

## Crítiques
Tot i que El Camí Neocatecumenal té molt d'arrelament dins de l'Església, no està exempt de crítiques tant dins com fora d'aquesta. El papa Joan Pau II va aprovar els seus estatuts l'agost del 2002, però en condicions ad experimentum i només per un termini de cinc anys. Van ser aprobats el 2008 de forma definitiva
Algunes de les que més circulen són les següents:
- Rep crítiques i assenyalaments des de sectors interns del clergat, l'església i d'exmembres sobre l'ús de pressions de grup, liderades pel capellà Enrico Zoffoli. No obstant això, els seus dirigents afirmen que el Camí Neocatecumenal és un període d'iniciació cristiana d'acord el catecumenat de l'Església, de manera molt pareguda a la dels primers cristians; encara que tota aquesta iniciació es dona després del baptisme celebrat pels fidels en la infància. Per tant, és una "renovació-confirmació" del baptisme ja rebut. Aquest Camí Neocatecumenal, en diversos volums mai no ha estat fet públic del tot, i la Congregació per a la Doctrina de la Fe n'ha condicionat l'aprovació a una bona pila d'esmenes.
- L'acostament als ritus jueus i ortodoxos. De fet, l'octubre del 2006 una comissió formada per Kiko Argüello, Carmen Hernández i Mario Pezzi van anar a Moscou a proposar extraoficialment a l'Església Ortodoxa russa els mètodes neocatecumenals d'evangelització, per a la qual cosa suggerien la formació de determinats sacerdots ortodoxos. Una filtració de la trobada difosa per l'agència de premsa Zenit va provocar que el patriarcat ortodox de Moscou emetés un comunicat que negava qualsevol acord, acusava els neocatecumenals de fer proselitisme entre els sacerdots russos i qualificava el "Camí" d'organització molt contradictòria. Kiko Argüello va haver de demanar públicament excuses.
A inicis del 2005 i mitjançant el cardenal Francis Arintze el papa Benet XVI va enviar una carta als dirigents de les comunitats neocatecumenals cridant-los a complir amb el ritu que s'estableix en el missal romà utilitzat per tota l'Església, pel fet que aquest introduïen des de feien 30 anys certes "peculiaritats" especialment en la forma de celebrar l'eucaristia (posada en comú després de les lectures, recepció de la comunió, translació del ritu de la pau). Les advertències d'aquest document han estat acatades. El febrer del 2007 el patriarca llatí de Jerusalem, Michel Sabah, en un document corroborat per alguns dels bisbes de l'Orient Mitjà, ha recriminat obertament als neocatecumenals que s'organitzin en grups tancats, que no comparteixin la vida parroquial, que no observin la normativa sobre litúrgia i que se separin de la llengua i la cultura dels llocs on actuen. D'altra banda el març d'aquest mateix 2007 el bisbe d'Avellino (Itàlia, Francesco Marini) ha hagut de comminar públicament els neocatecumenals a seguir al peu de la lletra aquelles instruccions papals del 2005.

## Curiositats
Del llenguatge del camí neocatecumenal es pot destacar la paraula "faraó", que representa un poder que et domina (referit a la idolatria). El terme "experimentar" indica el fet d'haver-hi una experiència palpable de quelcom. "Llunyà" fa referència a la llunyania respecte a Déu, és a dir, aplicable a les persones apòstates o idòlatres, que no implica necessàriament estar allunyat de l'Església. "La història de Déu amb tu" indica la relació entre Déu i la persona.
Amb el terme "convivència", s'indica un retir espiritual d'un a tres dies en el qual els participants "conviuen" en un clima d'oració i repòs, una forma de germandat entre els membres de la comunitat, característica en aquest itinerari post baptismal.
La paraula "alçar-se" es fa servir per a quan una persona o una família tenen el desig d'oferir la seua pròpia vida per a la missió al servei de Déu i de l'Evangeli, és a dir, posseeixen una vocació a la missió.